# Касан-Диджитал-Комплекс

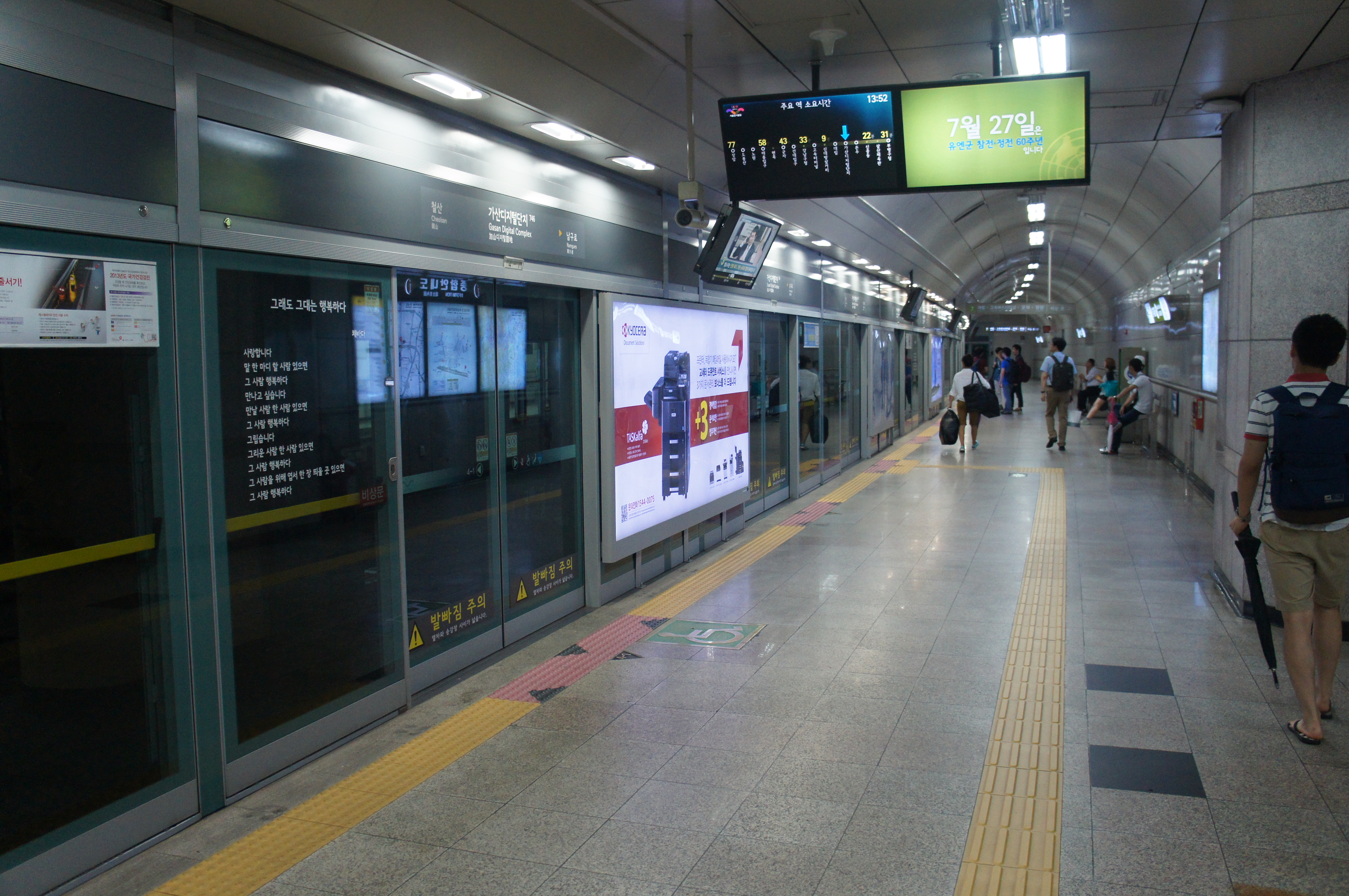
Платформа станции седьмой линии

«Касан-Диджитал-Комплекс» (кор. 가산디지털단지역) — пересадочная станция Сеульского метро наземная на Первой (Линия Кёнбусон) и подземная на Седьмой линиях. Кванмён ветка — участок Первой линии метро, где организовано челночное движение между станциями «Йондынпхо» и «Кванмён». Станция была открыта в составе 1-й очереди Первой линии. Подземная станция на Седьмой линии была открыта в составе 2-й очереди данной линии, длиной 10,2 км (всего 9 станций).
Станция представлена 4 платформами (по две боковые для линий). Обслуживается Корейской национальной железнодорожной корпорацией (Korail), на Седьмой линии — Seoul Metropolitan Rapid Transit Corporation. Расположена в квартале Касандон района Кымчхон города Сеул (Республика Корея). На станции установлены платформенные раздвижные двери.
На Первой линии поезда Кёнбусон красный экспресс (GB: Gyeongbu red express. A и B Йонсан—Чонан) обслуживают станцию; Кёнвон экспресс (GWː Gyeongwon) и Кёнкин экспресс (GI: Gyeongin), Кёнбусон зелёный экспресс (SC: Gyeongbu green express) не обслуживают станцию.
Пассажиропоток — на 1-й линии 36 075 чел/день (2013), на 7-й линии — 72 436 чел/день.

## Соседние станции
| Предыдущая станция | Сеульский метрополитен | Сеульский метрополитен              | Сеульский метрополитен | Следующая станция |
| ------------------ | ---------------------- | ----------------------------------- | ---------------------- | ----------------- |
| Куро 2,4 км        |                        | Первая линия Кёнбусон экспресс      |                        | Анян 9,8 км       |
| Куро 2,4 км        |                        | Первая линия Кёнбусон локальная     |                        | Токсан 2,0 км     |
| Куро 2,4 км        |                        | Первая линия Кванмён ветка экспресс |                        | Токсан 2,0 км     |
| Намкуро 0,8 км     |                        | Седьмая линия                       |                        | Чхолсан 1,4 км    |